# Betty Freeman
Betty Freeman, née à Chicago le 3 juin 1921 et morte dans sa villa à Beverly Hills (Los Angeles) le 4 janvier 2009, était une photographe et philanthrope américaine. Elle est un des principaux mécènes du XXe siècle en musique classique contemporaine et a pour cela été surnommée la « Modern-day Medici »  par le compositeur John Adams.

## Un grand mécène
Son père Robert I. Wishnick était un ingénieur chimiste qui avait fait fortune dans l’industrie et lui avait transmis son esprit philanthrope. En quarante ans de mécénat actif, elle a fait plus de 450 « subventions » ou commandes à plus de quatre-vingt compositeurs. C'est en 1961, qu'elle se passionne pour la musique contemporaine par sa rencontre avec le compositeur américain Harry Partch. Elle le subventionne de 1964 à sa mort en 1974. Divorcée avec quatre enfants, elle se remarie avec le peintre italien Franco Assetto, et passe alors six mois par an en Europe. Elle invite dans son salon musical et reçoit alors généralement deux compositeurs pour présenter leurs projets devant un parterre de chefs d’orchestre reconnus, de directeurs de théâtres ou d'opéras, d’impressarios et d’artistes célèbres. C’est dans son salon que fut présenté pour la première fois l’opéra de John Coolidge Adams The Death of Klinghoffer[réf. nécessaire]. Betty Freeman devient aussi la partenaire de Gérard Mortier pour la création contemporaine au Festival de Salzbourg. Grâce à elle, Kaija Saariaho, George Benjamin, Marco Stroppa et Matthias Pintscher eurent des commandes créés lors de ce festival. 
Elle a aussi été le mécène notamment de Lou Harrison, John Cage, La Monte Young, Philip Glass, Steve Reich, John Adams, Pierre Boulez, Harrison Birtwistle, Virgil Thomson, et d'Helmut Lachenmann.

## Œuvres qui lui sont dédicacées
Plusieurs œuvres lui sont dédicacées telles :
- Freeman Etudes  de John Cage
- Serenade for Betty Freeman and Franco Assetto  de Lou Harrison
- Variations for Winds, Strings and Keyboards (1979) et  Vermont Counterpoint (1982) de Steve Reich
- Nixon in China (1985-87) opéra de John Adams,

## Photographe
Mais elle est aussi un photographe de renom, ayant été initiée par Ansel Adams et a publié un livre Music People & Others: 99 Photographs From the Contemporary Music World.